# Gipfelstürmernadel
Die Gipfelstürmernadel oder auch Erlnadel ist eine etwa 2360 m ü. A. hohe Felsnadel im Karwendel in der Erlspitzgruppe knapp östlich der Erlspitze. Die sehr schlanke Felsnadel aus Dolomitgestein steht in einer Schlucht und ist an ihrer Südwestkante knapp 40 Meter hoch, an ihrer Nordostseite aber deutlich höher.
Erreichbar ist die Nadel vom Normalweg auf die Erlspitze und durch einen etwa 60 bis 70 Meter langen Abstieg in der steilen Schlucht. Der leichteste Anstieg auf den Gipfel über die Westwand erfordert zumindest Kletterei im V. Grad der UIAA-Skala, das ist auch der Weg der Erstbegeher. 1947 eröffnete Hermann Buhl die Route über die Südkante im VI. Grad. Daneben gibt es an der Ostwand noch die Schiendl/Jeitler und an der fast 100 Meter hohen Nordkante die Buhl/Schiendl. Benannt ist die Gipfelstürmernadel nach der Alpinen Gesellschaft Gipfelstürmer, einer eigenständigen Hochgebirgsgruppe des Alpenvereins Innsbruck. Am Gipfel befindet sich eine Flagge aus Metall.